# Trittscheid
Trittscheid ist ein Ortsteil (Ortsbezirk) von Üdersdorf in der zentralen Vulkaneifel im Landkreis Vulkaneifel in Rheinland-Pfalz.

## Geographie
Der Ort liegt in der Nähe der Lieser in einer von Hügeln und Wäldern geprägten Landschaft.
Die Nachbarorte von Trittscheid sind im Westen Üdersdorf selbst, im Norden Daun-Weiersbach, im Südosten Brockscheid, sowie im Süden der zweite Ortsbezirk Üdersdorf-Tettscheid
Zum Ortsbezirk Trittscheid gehört auch der Wohnplatz Eichenhof.

## Geschichte
Trittscheid wurde gesichert erstmals am 26. November 1451 als Dritscheid urkundlich genannt. Unsicher ist eine mögliche Erwähnung  als Tritmunda bereits im Jahre 1098.
Das zum Kurfürstentum Trier gehörende Dorf bestand 1563 aus sieben Haushaltungen.
Das Linke Rheinufer wurde 1794 im ersten Koalitionskrieg von französischen Revolutionstruppen besetzt. Von 1798 bis 1814 gehörte Trittscheid zum Saardepartement,  Mairie Üdersdorf.
Auf dem Wiener Kongress (1815) kam die Region an das Königreich Preußen, Trittscheid wurde 1816 dem neu errichteten Kreis Daun im Regierungsbezirk Trier zugeordnet und von der Bürgermeisterei Üdersdorf verwaltet.
Bei einem großen Brand am 1. März 1858 werden in Trittscheid 23 Gebäude zerstört, darunter zehn Wohnhäuser.
Die aus dem Jahr 1774 stammende alte katholische Kapelle in der Ortsmitte wurde 1958 durch einen Neubau ersetzt. Er wurde am 23. September 1959, dem Patronatsfest der Heiligen Thekla, eingesegnet. Das Innere der Kapelle wird neben dem einfachen Zelebrationsaltar geprägt durch ein geschnitztes hohes Kreuz, Fenster von Jakob Schwarzkopf sowie einige Heiligenstatuen.

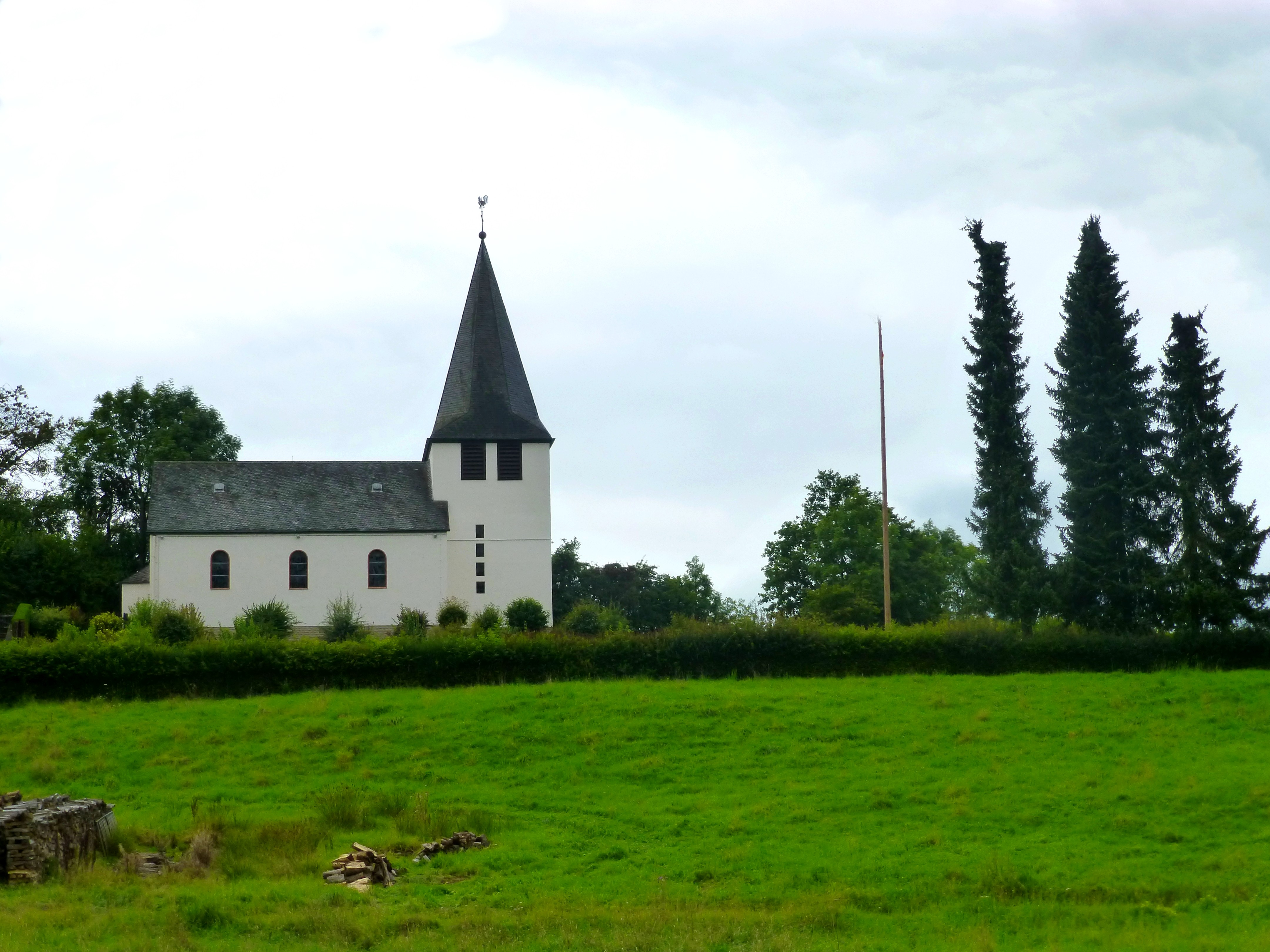
St. Thekla

Am 1. Januar 1971 wurde die bis dahin selbstständige Ortsgemeinde Trittscheid mit zu diesem Zeitpunkt 148 Einwohnern nach Üdersdorf eingemeindet.

## Politik
Der Ortsteil Trittscheid ist einer von zwei Ortsbezirken der Ortsgemeinde Üdersdorf. Er wird politisch von einem Ortsvorsteher vertreten.
Klaus Berns wurde am 28. August 2019 Ortsvorsteher von Trittscheid. Bei der Direktwahl am 26. Mai 2019 war er mit einem Stimmenanteil von 64,06 % für fünf Jahre ins Amt gewählt worden.
Berns Vorgängerin Marianne Kläs hatte das Amt 15 Jahre ausgeübt.

## Kultur und Sehenswürdigkeiten
In der Denkmalliste des Landes Rheinland-Pfalz (Stand: 2020) ist als Kulturdenkmal ein Laufbrunnen in der Dorfstraße aus der zweiten Hälfte des 19. Jahrhunderts ausgewiesen.

## Wirtschaft und Infrastruktur
An Trittscheid führt die Landesstraße L 65 vorbei, die Richtung Nordwesten zur L 46, Abschnitt Üdersdorf – Daun-Weiersbach, Richtung Südosten nach Tettscheid und zur L 64 führt.